# Balatonakarattya
Balatonakarattya is een dorp in Hongarije. Het ligt aan de oostkant van het Balatonmeer, in het Veszprém comitaat. Het dorp ligt aan de weg nº7 en een paar kilometer van Balatonkenese.
Van de oostkant af gezien is het eerste dorp dat men tegenkomt Balatonakarattya. Aan de hoofdstraat, ligt links ervan het park met de oudste en grootste olm (iep) van het hele Balatongebied. De boom heeft een omvang van 750 cm en dankt de naam Rákóczi-boom aan een legende. Ferenc Rákóczi II, de leider van de Hongaarse Vrijheidsstrijd van 1703 tot 1711, zou zijn paard aan deze boom gebonden hebben en zichzelf er te ruste hebben gelegd.
Een andere uitleg zegt dat hij hier een algemene vergadering heeft belegd. In werkelijkheid is hij hier nooit geweest en de grote vergadering werd gehouden in het naburige Balatonkenese. Wel is hier in de buurt door onder zijn bevel staande troepen gevochten.
Het dorp heeft een eigen strand. Daarbij staan ook vakantiehuizen, deze liggen aan beide zijden van de weg nº7, die parallel loopt aan de spoorlijn. Gedurende een groot deel van de route bevindt de spoorlijn zich tussen de weg en het meer.